# ウツ (聖書)

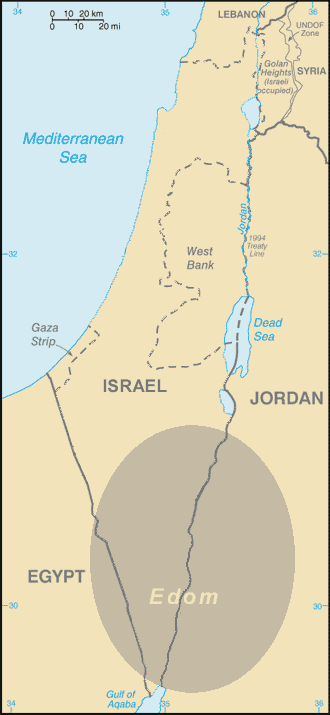
古代エドム王国はウツと同一視される事がある。そのおおよその領域

ウツ（ ヘブライ語: עוּץ 、古代ギリシア語: Αὐσῖτις 、英語: Land of Uz）は、旧約聖書に登場する地名。
ヨブの郷里（ヨブ記1:1）。ウツは元々アラム人の部族に与えられた名前である（創世記10:23、22:20、21）。『哀歌』では、エドム人がウツの地に住んでいると記されている（哀歌4:21）。『エレミヤ書』でもウツの地について述べられており、ペリシテ、エドム、モアブ、アンモンなどと共に挙げられている（エレミヤ書25:20、21）。また、ウツの地はシェバ人やカルデア人から攻撃を受けやすかった（ヨブ記1:15、17）。